# Luc Olivier Razafitsimialona
Luc Olivier Razafitsimialona (ur. 10 października 1969 w Ambositra) – madagaskarski duchowny katolicki, biskup diecezjalny Tôlagnaro od 2024.

## Życiorys

### Prezbiterat
Święcenia kapłańskie otrzymał 9 sierpnia 1998 i został inkardynowany do diecezji Ihosy. Był m.in. wicerektorem i rektorem niższego seminarium diecezjalnego, wicedyrektorem diecezjalnej rozgłośni radiowej, wikariuszem generalnym i tymczasowym administratorem diecezji, a także wykładowcą, wychowawcą i ekonomem seminarium duchownego w Vohitsoa.

### Episkopat
5 grudnia 2023 papież Franciszek mianował go biskupem diecezjalnym Tôlagnaro.
28 stycznia 2024 przyjął święcenia biskupie na Stadionie Ampasimasay w Tôlanaro. Głównym konsekratorem był biskup Vincent Rakotozafy. 